# Bộ Tư pháp (Campuchia)
Bộ Tư pháp (tiếng Khmer: ក្រសួងយុត្តិធម៌, Krâsuŏng Yŭttĕthôrm) là bộ của chính phủ Campuchia chịu trách nhiệm cung cấp khuôn khổ hành chính cho thẩm phán và công tố viên như đào tạo chuyên môn, tiền lương và phụ cấp nhiệm vụ. Ngoài ra, đối với công tố viên, Bộ trưởng Bộ Tư pháp là người đứng đầu cơ quan công tố và có quyền ban hành mệnh lệnh đối với cơ quan công tố của tất cả các cấp tòa án. Tổng cục Công tố và Hình sự của Bộ Tư pháp là đơn vị tham mưu cho Bộ trưởng Bộ Tư pháp về mọi vấn đề liên quan.

## Danh sách bộ trưởng (1966–nay)
- Ponn Vongs Vaddey[3] (1966)
- Yem Sambaur[4] (1967)
- Tep Hun[5] (1967–1969)
- Yem Sambaur[6] (1970–1972)
- Chhan Sokhom[7] (1973)
- Ly Khvan Pan[8] (1974–1975)
- Norodom Phurissara[9] (1975–1976)
- Chem Snguon[10] (1993–1998)
- Uk Vithun[11] (1999–2001)
- Neav Sithong[11] (2002–2017)
- Ang Vong Vattana[11] (2017–2020)
- Koeut Rith[11] (2020–nay)